# Galerie der königlichen Sammlungen

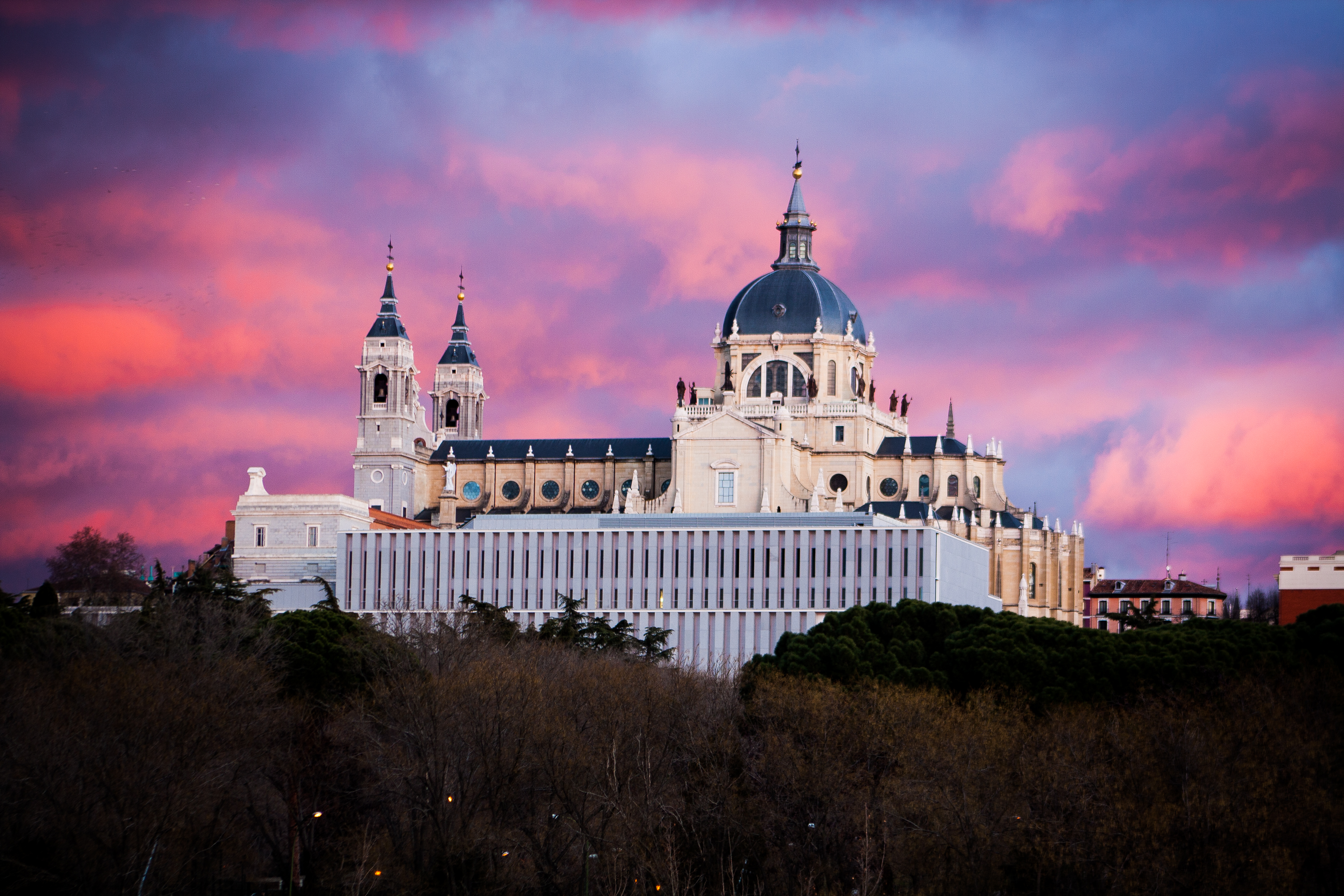
Die Galerie der königlichen Sammlungen vor der Almudena-Kathedrale

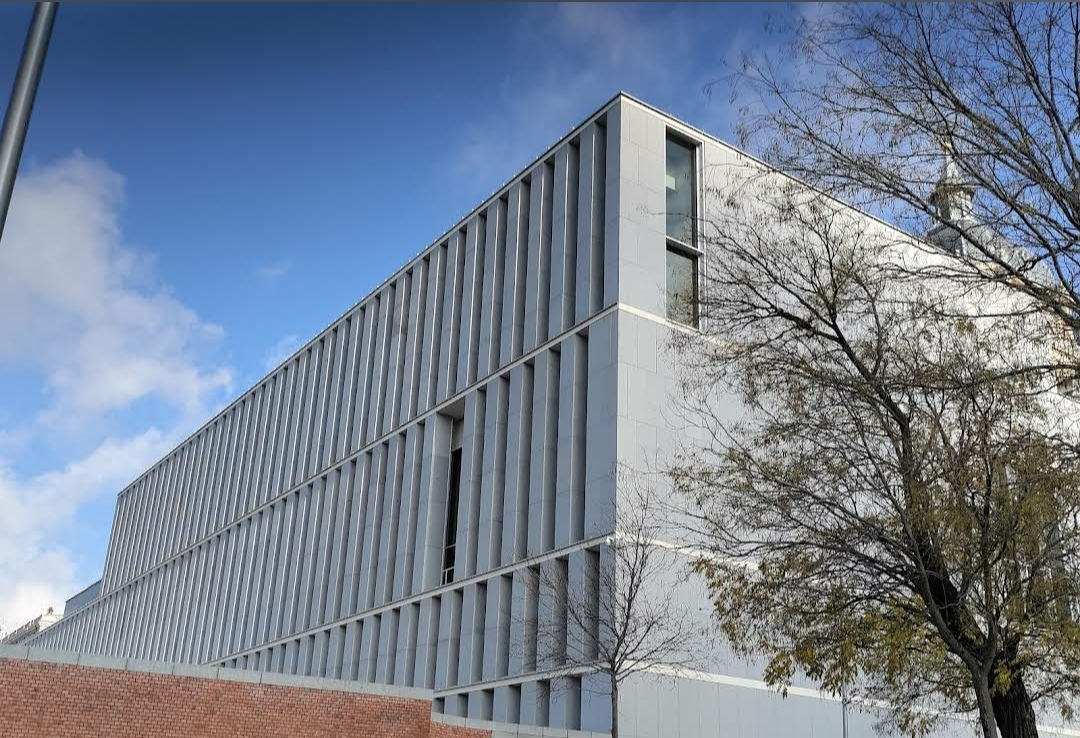
Galerie der königlichen Sammlungen in Madrid

Die Galerie der königlichen Sammlungen (spanisch: Galería de las Colecciones Reales) ist ein Kunstmuseum in Madrid. Sie befindet sich in einem 2023 eröffneten Gebäude im Zentrum der Stadt, gleich neben der Almudena-Kathedrale und dem Königspalast.
Das Museum beherbergt Gemälde, Skulpturen, Wandteppiche, Luxusgegenstände, Kutschen und andere Kunstwerke sowie historische Stücke, welche die verschiedenen Könige Spaniens aus den Dynastien der Habsburger und Bourbonen im Laufe ihrer 400 Jahre langen Geschichte erworben hatten. Die Galerie umfasst insgesamt über 40.000 m² Ausstellungsfläche, wobei etwa 8.000 m² mit 650 Objekten für die Öffentlichkeit zugänglich sind.

## Geschichte
Das Gebäude wurde von Mansilla + Tuñón Architects entworfen, die im Jahr 2002 den Wettbewerb gewannen. Das Gebäude hat bisher mehrere Architekturpreise gewonnen, darunter den Premio de Arquitectura Española. Die Bauarbeiten begannen im Dezember 2006 und wurden im Dezember 2015 abgeschlossen. Nachdem die Innenausstattung und die Konzeption der Ausstellung über mehrere Jahre hinweg verschoben werden mussten,  fand im Sommer 2023 die Eröffnung des Kunstmuseums statt. Es wurde als das bedeutendste Museumsprojekt seit einem Vierteljahrhundert bezeichnet und ergänzt die anderen großen Kunstmuseen Madrids, das Museo del Prado, das Museo Reina Sofía und das Museo Thyssen-Bornemisza.